# Quilmesaurus
Quilmesaurus byl rod dravého (teropodního) dinosaura z čeledi Abelisauridae a kladu Furileusauria, žijícího v období svrchní křídy (stupeň kampán až maastricht, asi před 83 až 71 miliony let) na území dnešní severní Argentiny. Formálně byl popsán roku 2001, typový druh je Qilmesaurus curriei.

## Objev a popis
Tento středně velký teropod měřil na délku asi 5,3 až 6 metrů a patřil tak k menším abelisauridům.
Rodové jméno je odvozeno od názvu Quilme, místního domorodého indiánského kmene. Druhové jméno je poctou kanadskému paleontologovi Philipovi J. Curriemu. Ve stejných sedimentech souvrství Allen byly v roce 2005 objeveny další fosilní pozůstatky, patřící zřejmě příbuzným teropodům.